# Émile Boudier
Jean Louis Émile Boudier, född den 6 januari 1828 i Garnay, död den 4 februari 1920 i Blois, var en fransk apotekare och botaniker. 
Boudier avlade farmaceutisk examen 1852 och började först vid 50 års ålder fördjupa sig i forskning. Han publicerade en hel del om Discomycetes och andra fält inom mykologin. Han namngav flera arter, bland andra Amanita franchetii, Disciotis venosa, Ptychoverpa bohemica och Trichoglossum hirsutum.
Auktorsnamnet Boud. kan användas för Émile Boudier i samband med ett vetenskapligt namn inom botaniken; se Wikipediaartiklar som länkar till auktorsnamnet.